# انریکه اریزولا
انریکه اریزولا (انگلیسی: Enrique Orizaola; زادهٔ ۲۶ مارس ۱۹۲۲ – درگذشتهٔ ۱۰ ژوئن ۲۰۱۳) بازیکن فوتبال اهل اسپانیا بود.
از باشگاه‌هایی که او در آن بازی کرده‌است می‌توان به باشگاه فوتبال راسینگ سانتاندر اشاره کرد.